# Плосконосая четырёхвосьмиугольная мозаика
| Плосконосая четырёхвосьмиугольная мозаика | Плосконосая четырёхвосьмиугольная мозаика                       |
| ----------------------------------------- | --------------------------------------------------------------- |
|                                           |                                                                 |
| Тип                                       | Однородная гиперболическая мозаика                              |
| Конфигурация вершины                      | 3.3.4.3.8                                                       |
| Символ Шлефли                             | sr{8,4} или {\displaystyle s{\begin{Bmatrix}8\\4\end{Bmatrix}}} |
| Символ Витхоффа                           | \| 8 4 2                                                        |
| Симметрии                                 | [8,4]+, (842)                                                   |
| Диаграммы Коксетера — Дынкина             | node_h · 8 · node_h · 4 · node_h                                |
| Двойственные соты                         | Цветочная пятиугольная мозаика порядка 8-4                      |
| Свойства                                  | изогональная, хиральная                                         |

Плосконосая четырёхвосьмиугольная мозаика — это однородная мозаика на гиперболической плоскости.  
Её символ Шлефли sr{5,4}.

## Изображения
Рисунок в виде хиральной пары, рёбра между чёрными треугольниками не нарисованы:

## Связанные многогранники и мозаики
Плосконосая четырёхвосьмиугольная мозаика является седьмой в ряду плосконосых многогранников и мозаик с конфигурацией вершины 3.3.4.3.n.
| 4n2 симметрии плосконосых мозаик: 3.3.4.3.n | 4n2 симметрии плосконосых мозаик: 3.3.4.3.n | 4n2 симметрии плосконосых мозаик: 3.3.4.3.n | 4n2 симметрии плосконосых мозаик: 3.3.4.3.n | 4n2 симметрии плосконосых мозаик: 3.3.4.3.n | 4n2 симметрии плосконосых мозаик: 3.3.4.3.n | 4n2 симметрии плосконосых мозаик: 3.3.4.3.n | 4n2 симметрии плосконосых мозаик: 3.3.4.3.n | 4n2 симметрии плосконосых мозаик: 3.3.4.3.n |
| Симметрия 4n2                               | Сферическая                                 | Сферическая                                 | Евклидова                                   | Компактная гиперболическая                  | Компактная гиперболическая                  | Компактная гиперболическая                  | Компактная гиперболическая                  | Paracomp.                                   |
| Симметрия 4n2                               | 242                                         | 342                                         | 442                                         | 542                                         | 642                                         | 742                                         | 842                                         | ∞42                                         |
| ------------------------------------------- | ------------------------------------------- | ------------------------------------------- | ------------------------------------------- | ------------------------------------------- | ------------------------------------------- | ------------------------------------------- | ------------------------------------------- | ------------------------------------------- |
| Плосконосые мозаики                         |                                             |                                             |                                             |                                             |                                             |                                             |                                             |                                             |
| Конфиг.                                     | 3.3.4.3.2                                   | 3.3.4.3.3                                   | 3.3.4.3.4                                   | 3.3.4.3.5                                   | 3.3.4.3.6                                   | 3.3.4.3.7                                   | 3.3.4.3.8                                   | 3.3.4.3.∞                                   |
| Гиро- мозаики                               |                                             |                                             |                                             |                                             |                                             |                                             |                                             |                                             |
| Конфиг.                                     | V3.3.4.3.2                                  | V3.3.4.3.3                                  | V3.3.4.3.4                                  | V3.3.4.3.5                                  | V3.3.4.3.6                                  | V3.3.4.3.7                                  | V3.3.4.3.8                                  | V3.3.4.3.∞                                  |

| · = · = · =                   | · =                              | · = · = · =                   | · =                              | · = · =                       | · =                              | node_1 · 8 · node_1 · 4 · node_1    |
|                               |                                  |                               |                                  |                               |                                  |                                     |
| {8,4}                         | t{8,4}                           | r{8,4}                        | 2t{8,4}=t{4,8}                   | 2r{8,4}={4,8}                 | rr{8,4}                          | tr{8,4}                             |
| Однордные двойственные        |                                  |                               |                                  |                               |                                  |                                     |
| node_f1 · 8 · node · 4 · node | node_f1 · 8 · node_f1 · 4 · node | node · 8 · node_f1 · 4 · node | node · 8 · node_f1 · 4 · node_f1 | node · 8 · node · 4 · node_f1 | node_f1 · 8 · node · 4 · node_f1 | node_f1 · 8 · node_f1 · 4 · node_f1 |
|                               |                                  |                               |                                  |                               |                                  |                                     |
| V84                           | V4.16.16                         | V(4.8)2                       | V8.8.8                           | V48                           | V4.4.4.8                         | V4.8.16                             |
| Альтернированные              |                                  |                               |                                  |                               |                                  |                                     |
| [1+,8,4] (*444)               | [8+,4] (8*2)                     | [8,1+,4] (*4222)              | [8,4+] (4*4)                     | [8,4,1+] (*882)               | [(8,4,2+)] (2*42)                | [8,4]+ (842)                        |
| · =                           | · =                              | · =                           | · =                              | · =                           | · =                              | node_h · 8 · node_h · 4 · node_h    |
|                               |                                  |                               |                                  |                               |                                  |                                     |
| h{8,4}                        | s{8,4}                           | hr{8,4}                       | s{4,8}                           | h{4,8}                        | hrr{8,4}                         | sr{8,4}                             |
| Альтернированные двойственные |                                  |                               |                                  |                               |                                  |                                     |
| node_fh · 8 · node · 4 · node | node_fh · 8 · node_fh · 4 · node | node · 8 · node_fh · 4 · node | node · 8 · node_fh · 4 · node_fh | node · 8 · node · 4 · node_fh | node_fh · 8 · node · 4 · node_fh | node_fh · 8 · node_fh · 4 · node_fh |
|                               |                                  |                               |                                  |                               |                                  |                                     |
| V(4.4)4                       | V3.(3.8)2                        | V(4.4.4)2                     | V(3.4)3                          | V88                           | V4.44                            | V3.3.4.3.8                          |

## Смотрите также
- Квадратная мзаика
- Мозаики из выпуклых правильных многоугольников на евклидовой плоскости
- Список однородных мозаик на евклидовой плоскости
- Список правильных многомерных многогранников и соединений